# Ерву
Е́рву (ест. Ervu küla) — село в Естонії, у волості Елва повіту Тартумаа.

## Населення
Чисельність населення на 31 грудня 2011 року становила 130 осіб.

## Географія
Поблизу населеного пункту проходять автошляхи 47 (Санґла — Ринґу) та 22160 (Елва — Ранну).

## Історія
До 24 жовтня 2017 року село входило до складу волості Ранну.